# Mitterdorf an der Raab
Mitterdorf an der Raab é um município da Áustria, situado no distrito de Weiz, no estado da Estíria. Tem 21,02 km² de área e sua população em 2019 foi estimada em 2.100 habitantes.